# Gorizont 25
O Gorizont 25 (também conhecido por Gorizont 36L) foi um satélite de comunicação geoestacionário russo da série Gorizont construído pela NPO PM. Ele esteve localizado na posição orbital de 103 graus de longitude leste e era operado pela RSCC (Kosmicheskiya Svyaz). O satélite foi baseado na plataforma KAUR-3 e sua expectativa de vida útil era de 3 anos. O mesmo saiu de serviço em novembro de 2006 e foi transferido para uma órbita cemitério, ele foi substituído pelo Express 2 em julho de 2000.

## Lançamento
O satélite foi lançado com sucesso ao espaço no dia 02 de abril de 1992, por meio de um veículo Proton-K/Blok-DM-2, lançado a partir do Cosmódromo de Baikonur, no Cazaquistão. Ele tinha uma massa de lançamento de 2.300 kg.

## Capacidade
O Gorizont 25 era equipado com 6 transponders em banda C e um em banda Ku.